# 汤松年
汤松年（1910年—1984年），男，广西永福人，中国教育学家，曾任第三届全国人大代表，第五、六届全国政协委员。